# Lanquidity
Lanquidity ist ein Jazzalbum von Sun Ra. Die am 17. Juli 1978 in den Blank Tapes Studios, New York City, entstandenen Aufnahmen erschienen 1978 auf Philly Jazz Records. Wiederveröffentlicht wurden die Aufnahmen als Compact Disc 2000 auf Evidence Records, als Download 2014 bei Enterplanetary Koncepts. Lanquidity gilt als eines der beliebtesten Alben von Sun Ra – weil es so etwas wie ein „Pop“-Werk ist, heißt es in Allmusic.
Sun Ra, der bekannt für seinen experimentellen und avantgardistischen Stil war, mischte auf diesem Album Elemente des Jazz mit elektronischen Klängen und Afrofuturismus. Lanquidity wird oft als ein Meilenstein des Fusion betrachtet, da es verschiedene Genres und Stile miteinander verschmilzt. Es hat den Jazz in neue Richtungen geführt und viele Musiker inspiriert, ihre eigenen Grenzen zu erweitern.

## Hintergrund
1968 verließen Sun Ra und seine Band New York City, obwohl sie noch einige Jahre lang für die wöchentliche Residenz im Slug’s Saloon in die Stadt pendelten, und zogen in das Viertel Germantown in Philadelphia, die Stadt, die sie für die nächsten 25 Jahre bis Ras Tod Anfang der 90er-Jahre ihr Zuhause nennen würden. Mit dem Satz „Die Menschen schlafen, und ich bin hier, um sie aus ihrem Schlaf zu wecken“ reagierte Sun Ra, als der Besitzer von Philly Jazz Records, Tom Buchler, den Jazzmusiker im Frühsommer 1978 in seiner Wohnung in Philadelphia besuchte, um die bevorstehende Studiosession zu besprechen, die das Album Lanquidity hervorbringen sollte. In den Liner Notes, die für eine erweiterte Doppel-Disc-Edition des Albums zusammengestellt wurden, erinnert sich Buchler an seine Erwartungen: „Ich dachte, Ra und ich würden die Aufnahmelogistik besprechen“, schreibt Buchler. „Was ich stattdessen bekam, war Metaphysik.“ Buchler kehrte noch mehrere Male zu Sun Ra nach Hause zurück, was „keine weiteren logistischen Planungen, aber viel mehr Kosmo-Mythologie hervorbrachte – Leben, Wahrheit, Lügen, Gott, Ego, Weltraum, das Weiße Haus [und] das Schwarze Haus wurden [allesamt] besprochen.“
Lanquidity wurde 1978 auf Buchlers kurzlebigem Philly Jazz-Label aufgenommen und veröffentlicht. Es stellte einen Dreh- und Angelpunkt für Sun Ra dar, der Mainstream-Musiktrends selten viel Aufmerksamkeit geschenkt hatte. Stilistisch markiert Lanquidity in einigen entscheidenden Punkten eine Abkehr von früheren Arbeiten, so der Musikkritiker Saby Reyes-Kulkarni. Zum einen hatten sich Sun Ra und sein Arkestra zu diesem Zeitpunkt im Jahr 1978 – nur zwei Monate nach ihrem Auftritt bei Saturday Night Live – von den selbstbewussteren Avantgarde-Stilen, für die sie mit Alben wie The Heliocentric Worlds of Sun Ra (1965) bekannt geworden waren, weitgehend zurückgezogen. Nach Ansicht von Reyes-Kulkarni fängt Lanquidity ein, wie das Sun Ra Arkestra sich in aktuellen Trends wie dem Funk versuche, ohne sich tatsächlich der spartanischen Formel dieses Genres zu ergeben, die ihm seine körperbezogene Essenz verleiht.
Unter den üblichen Ra-Stammmusikern des Arkestra, darunter John Gilmore, Danny Ray Thompson, Michael Ray, Marshall Allen, Luqman Ali, Atakatune (eigentlich Stanley Morgan), Eloe Omoe (Leroy Taylor) und James Jacson war der Gasttrompeter Eddie Gale. Ra selbst ist zu hören auf dem ARP Synthesizer, Fender Rhodes, Yamaha-Orgel, Hammond B3-Orgel, Moog Minimoog, dem akustischen Piano, elektronischen Crumar-Keyboard und mit Glocken.
Alle Melodien folgen der gleichen Grundstruktur, schrieb Matthew Wuethrich: die Arkestra-Riffs beruhen auf dunklen, bluesigen Motiven; Bass und Schlagzeug erzeugen einen ineinandergreifenden, unveränderlichen Groove; und dahinter füllen Sun Ra am E-Piano und Synthesizer sowie die beiden Gitarristen (ein selten verwendetes Instrument in Ras Musik) „den Raum mit ätherischen Akkorden und geisterhaften Riffs“. Auf dem Titelstück setzt das Arkestra eine schleichende, traurige Melodie mit wechselnden Kombinationen der zwei Trompeten und fünf Holzbläser zusammen. Dagegen spielt Ra wehmütige Fragmente auf seinem Fender Rhodes, während Richard Williams mit einer sparsamen Linie auf dem E-Bass für den Zusammenhalt sorgt.

## Editorische Hinweise
Robert L. Campbell und Christopher Trent schrieb in The Earthly Recordings of Sun Ra (2. Aufl., 2000): „Auf diesem Album wurde viel Overdub verwendet. Laut Rick Barry von Philly Jazz forderte Ra, dass Omoes Name als ‚Ego Omoe‘ auf dem Cover aufgeführt wird. Dale Williams sagt, dass der Vorname von Disco Kid Greg war; Disco Kid war für verantwortlich 'gerades’ Gitarrenspiel, während Williams sich um das Wah-Wah und andere Effekte kümmerte.“ Nach Angaben von Danny Ray Thompson spielte (anders als in den Besetzungsangaben aller Ausgaben angegeben) neben Atakatune auch Odune Congas.
Lanquidity war in seiner ursprünglichen Vinylpressung äußerst selten. Das Album wurde am 26. September 2000 von Evidence Music als CD neu aufgelegt, mit Liner Notes, in denen John Dilberto über Sun Ras 25-jährigen Aufenthalt in Philadelphia sprach und von Tom Buchler, der die Aufnahmesession organisiert hatte, und in einem Interview über die Entstehung des Albums sprach.
Im Jahr 2022 veröffentlichte Strut Records eine 2-CD-Ausgabe von Lanquidity, die sowohl den Originalmix als auch einen alternativen Mix enthielt, der ebenfalls 1978 hergestellt, aber von Sun Ra verworfen wurde. Von der LP-Pressung, die auf dem alternativen Master basierte, verkaufte Ra einige Exemplare bei einem Konzert im Georgia Institute of Technology, bevor die Veröffentlichung von Philly Jazz auf dem Markt war. Diese alternative Version ist etwa vier Minuten länger als die Philly Jazz/Evidence-Version, die etwas mehr als 43 Minuten dauert; wegen ihrer zusätzlichen Länge entschied sich 1978 der Mastering-Ingenieur, die Kanaltrennung und den Bassinhalt zu reduzieren, um sie bequemer auf einer Zwölf-Zoll-LP unterzubringen. Das meiste zusätzliche Material kommt am Ende von Track drei, „That’s How I Feel“.

## Titelliste
- Sun Ra: Lanquidity (Philly Jazz PJ666)[10]
  - A1 Lanquidity 8:19
  - A2 Where Pathways Meet 6:30
  - A3 That’s How I Feel 8:09
  - B1 Twin Stars of Thence 9:30
  - B2 There Are Other Worlds (They Have Not Told You Of) 10:58
- Die Kompositionen stammen von Sun Ra.

## Rezeption
Nach den Klangextremen, die sie während ihrer Zeit in NYC erforscht hatten, manifestiere sich in der Philadelphia-Ära eine freundlichere, sanftere Inkarnation des Arkestra, schrieb Andy in Vulture. Auch wenn sie immer noch in die äußersten Weiten des Weltraums sprengen konnten, hätten sie auch ihre Big-Band-Wurzeln betont und sich auch Funk, Soul und R&B zu eigen gemacht. Diese letztere Entwicklung mache Lanquidity zu einem der zugänglichsten Einträge in der Sun Ra-Diskographie. Der Groove des Titeltracks klingt wie Bitches Brew-Ära von Miles Davis, die Mingus’ „Goodbye Pork Pie Hat“ covern, und er kräusle sich wie die beste Jazz-Fusion, geschmeidig und träge, wobei die E-Gitarren-Linien für einen seltenen Auftritt in Sun Ras Musik sorgten. Etwas von Disco tauche an anderer Stelle auf, während das nähere „There Are Other Worlds (They Have Not Told You Of)“ vie ätherisches Flüstern enthalte, die eine enge Begegnung der dritten Art ziemlich verführerisch klingen lassen.
Nach Ansicht von Matthew Wuethrich, der das Album in All About Jazz rezensierte, reiche wie bei jedem Ra-Projekt eine einfache Beschreibung wie „Ra macht Fusion“ nicht aus, um die eigentliche Musik wirklich zu beschreiben, denn Sun Ra sei ein Meister darin gewesen, bekannte musikalische Idiome in seine eigenwillige Vision zu verwandeln, und Lanquidity erweise sich als ein mitreißendes, faszinierendes Beispiel für diese Vision. Letztlich stelle Sun Ra auf Lanquidity die Idee von Disco und Funk auf den Kopf: Die sich wiederholenden Beats, die einem normalerweise das Gefühl geben, zu wissen, wo der nächste Schritt landen wird, lassen einen stattdessen jeden Moment misstrauisch werden. Die Musik führe uns in eine beunruhigende Richtung, in eine geheime Welt, in der die schwerfälligen Grooves zunächst mit ihrer Einfachheit verführen, dann mit ihrer Fülle berauschen, bis einen schließlich die dunkleren Klangtexturen überraschen und an einen Ort fallen lassen, den man sich vorher nicht vorgestellt habe.
Ebenfalls in All About Jazz zählte Chris May Lanquidity zu Sun Ras zehn besten afrofuturistischen Alben. „Einige Ra-Fans waren jedoch ziemlich hochnäsig und beschrieben es als Jazz-Funk, der eine zeitgenössische Return-to-Forever-Fusion darstelle, schrieb der Autor. Doch dieses Album habe Elemente von beidem; und es sei unverkennbar ein Sun-Ra-Projekt von Anfang bis Ende, mit vielen entgrenzten Soli von Marshall Allen, John Gilmore, dem Baritonsaxophonisten Danny Ray Thompson, dem Trompeter Eddie Gale und Sun Ra selbst. Auch wenn die vorherrschende Atmosphäre üppig und entspannt klinge, sei Lanquidity so lohnend wie alles andere, was das Arkestra aufgenommen hat. Es sei auch ein seltenes Beispiel dafür, wie die Band von Sun Ras typisch kurzer Leine befreit wurde – es wurde während einer nächtlichen Jamsession mit nur ein paar skizzenhaften Headarrangements der Themen aufgenommen.“

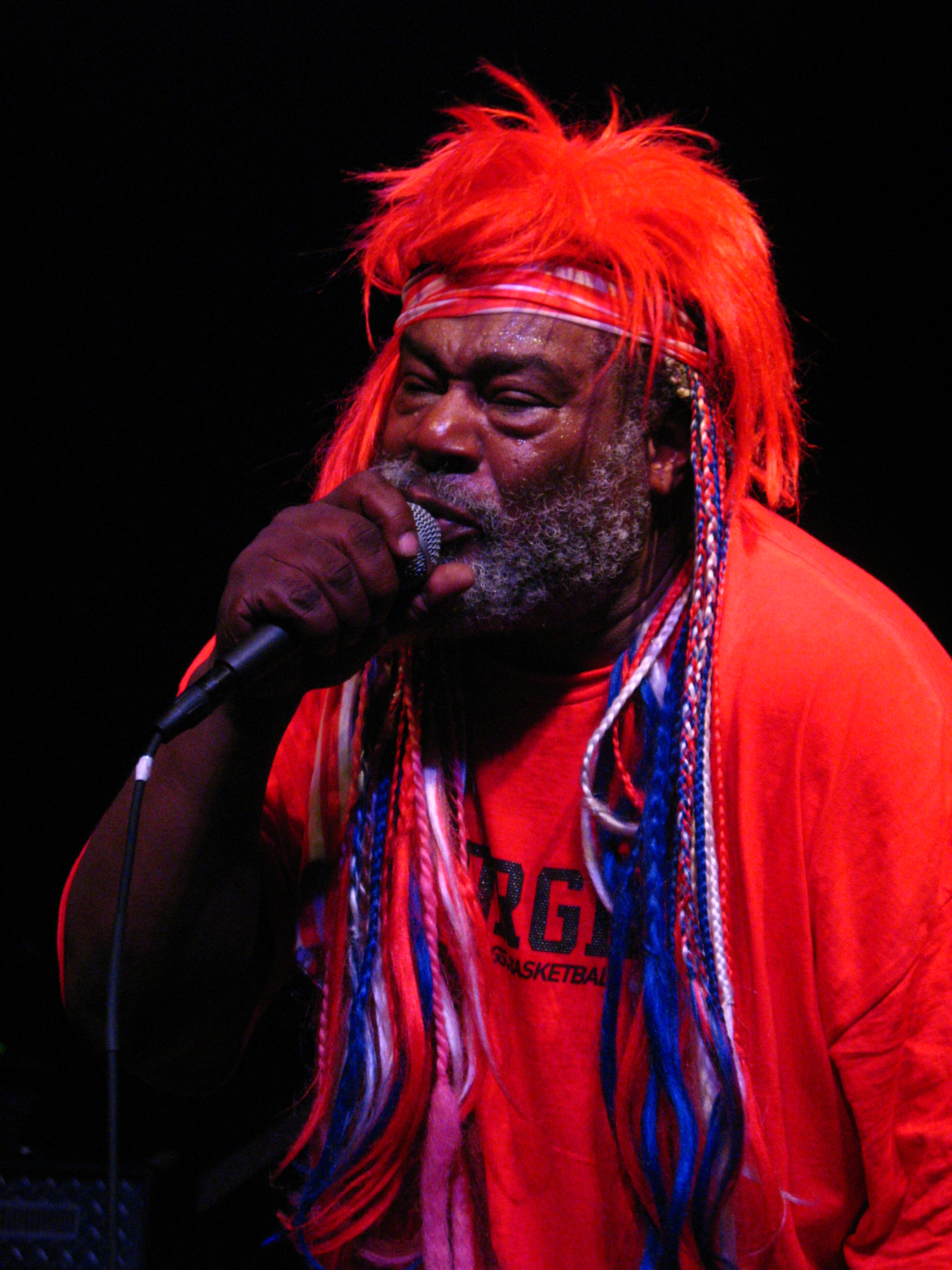
George Clinton (2007)

Bill Shoemaker schrieb in JazzTimes, Lanquidity beweise, dass Timing alles ist. Auf diesem überraschend zugänglichen Album baue das Programm statt auf schrillen Improvisationen auf sanft schwebenden Exotica und hartgesottenen Grooves auf. Lanquidity sei ein Album, das dem Geschwätz über die Verbindung von Sun Ra und George Clinton etwas Glaubwürdigkeit verleihe; doch Sun Ras hüpfender Funk sei weit weniger sinnlich. Dennoch entlocke Sun Ra dem Arkestra eine ungewöhnliche rhythmische Straffheit und knackige Soli von John Gilmore, Marshall Allen (dies sei einer seiner besten Auftritte auf der Oboe) und den Trompetern Eddie Gale und Michael Ray. Lanquidity sei eine großartige Platte für „kosmische Tanzpartys“.
Saby Reyes-Kulkarni schrieb in Paste, thematisch weiche Lanquidity nicht wirklich von der Stoßrichtung ab, die Sun Ras Arbeit und tatsächlich alle seine öffentlichen Kommentare definiere. Titel wie „Where Pathways Meet“ und „There Are Other Worlds (They Have Not Told You Of)“ würden explizit auf Sun Ras fortwährende Beschäftigung mit dem Kosmos und anderen Dimensionen der Existenz verweisen, außerdem auf seine langjährige Affinität zur altägyptischen Symbolik als Tor in andere Bereiche. Stilistisch hätten Sun Ra und seine Gesellschaft zu diesem Zeitpunkt nicht länger versucht, konventionelle Vorstellungen von Harmonie und Melodie zu zerstören, wie sie dies noch in den 1960er-Jahren auf dramatische Weise getan hatten. Nichtsdestotrotz zeige Lanquidity, dass die Band die Songstruktur bis an den Rand der Formlosigkeit dehne; sie kombiniere die „trägen“ und „flüssigen“ Qualitäten der Musik, und der Albumtitel gebe einem ein genaues Gefühl dafür, worauf man sich einlasse.
William Ruhlmann verlieh dem Album in Allmusic viereinhalb Sterne und schrieb, auch wenn man Lanquidity nicht wirklich als das Sun Ra Dance-Album bezeichnen könne, befinde sich bei dieser Aufnahme von 1978 die Rhythmusgruppe des Sun Ra Arkestra auf jedem der langen Titel in einem stetigen Groove, während Blech- und Holzbläser, Gitarren und Sun Ras Keyboardsolo in überlappenden Mustern obendrauf liegen. Das Titelstück erinnere in seinem langsamen Tempo und elegischen Ton an Charles Mingus’ Goodbye Pork Pie Hat, während die mittleren drei Titel lebhaftere Beats und eine Spielweise zeigten, die oft dem Stil des Fusion entspreche, der von vielen Jazzgruppen Ende der 1970er Jahre gespielt wurde. There Are Other Worlds (They Have Not Told You Of), die fast 11-minütige Schlussmelodie, komme dem bekannteren Sun Ra aus den 1960er und frühen 1970er Jahren mit seiner weniger zusammenhängenden Lead-Arbeit und den „ethnischen Stimmen“ am nächsten, die über den Weltraum sprechen, singen und flüstern.